# Passiflora indecora
Passiflora indecora je biljka iz porodice Passifloraceae. Raste u Ekvadoru. Vrlo je vjerojatno da raste u Peruu.
Prema IUCN-ovom crvenom popisu razvrstana je u skupinu kojoj prijeti izumiranje, stupnja ugroženosti LC - najmanji stupanj zabrinutosti (IUCN 3.1).

## Sinonimi
- Passiflora involucellata Harms